# Iris Moné
Iris Moné, pseudonimo di Irina den Elzen-Simoneta (Trieste, 1975), è una cantautrice svizzera di origine italiana.
Intraprende i suoi primi studi musicali all’età di 5 anni, con le lezioni di piano nella sua nativa Trieste, imparando a leggere lo spartito prima ancora delle lettere dell’alfabeto. 
A 7 anni, la sua famiglia segue il padre che, per ragioni professionali, si sposta a Locarno, in Svizzera. Nella sua nuova Patria, di cui assumerà ben presto la nazionalità, frequenta i corsi della Federazione Bandistica Ticinese e impara a suonare il flauto traverso, strumento con il quale, nel 1992, entrerà a far parte dell’Orchestra di Fiati della Svizzera Italiana.
Dopo la maturità letteraria ottenuta nel 1994, Iris Moné si trasferisce a Zurigo, dove frequenta il Politecnico Federale, laureandosi nel 1998 in Scienze motorie per l'Educazione fisica. In parallelo alla sua attività di compositrice e di performer, Iris si dedica quindi all’insegnamento, cercando di coniugare danza, movimento e canto e conducendo diverse sperimentazioni nell’ambito dell’improvvisazione teatrale, del T’ai Chi e della psicofonia. Nel 2014 ottiene il Certificate of Advanced Studies in didattica dell’insegnamento per voce e musica.
Iris Moné si contraddistingue per la sua componente cosmopolita e poliglotta: parla correntemente e ha registrato brani in italiano, inglese, francese, tedesco e sloveno. Dal 2015 vive a San Diego, California, negli Stati Uniti d’America, con il marito olandese Aad den Elzen.

## Biografia

### Gli esordi con le Wanted Witches (1992-1998)
Nel 1992, con le amiche Lorì, Nicole e Simone, Iris si presenta a un concorso per nuovi talenti organizzato al Teatro Variété di Ascona, esibendosi in una versione acustica del brano More than words degli Extreme. Il fratello David le accompagna alla chitarra.
Le amiche vincono il concorso ed è così, quasi per gioco, che insieme ad alcuni musicisti creano delle Wanted Witches. In pochi mesi Iris e compagne porteranno il loro repertorio di cover a concerti, trasmissioni radiofoniche ed eventi televisivi, acquisendo una buona notorietà regionale.
Nel 1995, le Wanted Witches vincono il premio SIM (Swiss Italian Music) ma gli interessi e gli impegni di ognuna finiranno per portare allo scioglimento del gruppo. Oltre a Iris, anche Simone De Lorenzi continuerà la carriera musicale, diventando la voce della band elettronica Fiji.

### L'acid jazz con i Wave Flow e l'acustic rock con i Little Venus (1997-2007)
Nel 1997, Iris è una delle fondatrici del gruppo Wave Flow, una band di musicisti appassionati di generi diversi che si incontrano sul terreno dell’acid-jazz nel loro primo disco "Moving smoothly and steadily", scivolando poi verso la world-fusion-pop di "Sulla terra", quest'ultimo presentato con un concerto in diretta radiofonica sulla prima rete nazionale di lingua italiana della Radiotelevisione Svizzera. Sulla scia di una serie di solide rappresentazioni dal vivo, la band arriva ad esibirsi a diversi eventi e festival europei, tra i quali il prestigioso Montreux Jazz Festival.
Nel frattempo Iris si unisce come vocalist al gruppo Little Venus e, dal 2003 in avanti, registra con loro tre dischi, lanciati con concerti all’insegna del tutto esaurito nella mecca svizzera della musica: la Mühle Hunziken di Berna.
La band si esibisce in diversi Paesi europei e fa da apertura a una tappa della tournée di Aimee Mann in Germania.

### La televisione: the Voice of Switzerland e Showtime (2011 - ad oggi)
Nel 2011 Iris pubblica Rinasco, con 12 tracce in italiano tutte scritte da lei. Anticipato dal singolo Golosa, che ottiene una buona rotazione radio nella Svizzera italiana, il disco viene presentato in un concerto dal vivo al Teatro Sociale di Bellinzona, il 23 settembre del 2011.
Nel 2012 Iris si presenta senza troppe aspettative alle selezioni del talent show The Voice of Switzerland. L'avventura la porta fino alla finale del marzo 2013, in cui arriva terza e acquista visibilità a livello nazionale. Il singolo The Lie esce con l’etichetta Universal e fa da apripista a numerose performances in tutta la Svizzera. Nel 2014 si esibisce nuovamente al Montreux Jazz Festival.
Grazie alla sua formazione didattica e musicale, Iris consolida la sua reputazione che la porta al talent Showtime della Radiotelevisione Svizzera, in qualità di vocal coach. La trasmissione viene rinnovata per quattro stagioni, sempre con Iris nel ruolo di coach, anche dopo il suo trasferimento in California, nel 2015. Da allora Iris vive a cavallo tra Svizzera e Stati Uniti, dove collabora con la funky-soul band californiana Sofa King Bueno.
Nel 2017 lancia il progetto Vibe Connection Music, con l’intento di incontrare e far incontrare  musicisti di talento con i quali produrre dei brani originali.

## Discografia
Album in studio
- 2003 – Moving smoothly and steadily con i Wave Flow
- 2004 – Florence or Berne con i Little Venus
- 2006 – Volcano con i Little Venus
- 2007 – Sulla terra con i Wave Flow
- 2011 – Rinasco

Album dal vivo
- 2008 – Boots and Legs con i Little Venus

Singoli
- 2013 – The Lie
- 2013 – Together Forever con i 3 For All